# Utö (Finlandia)

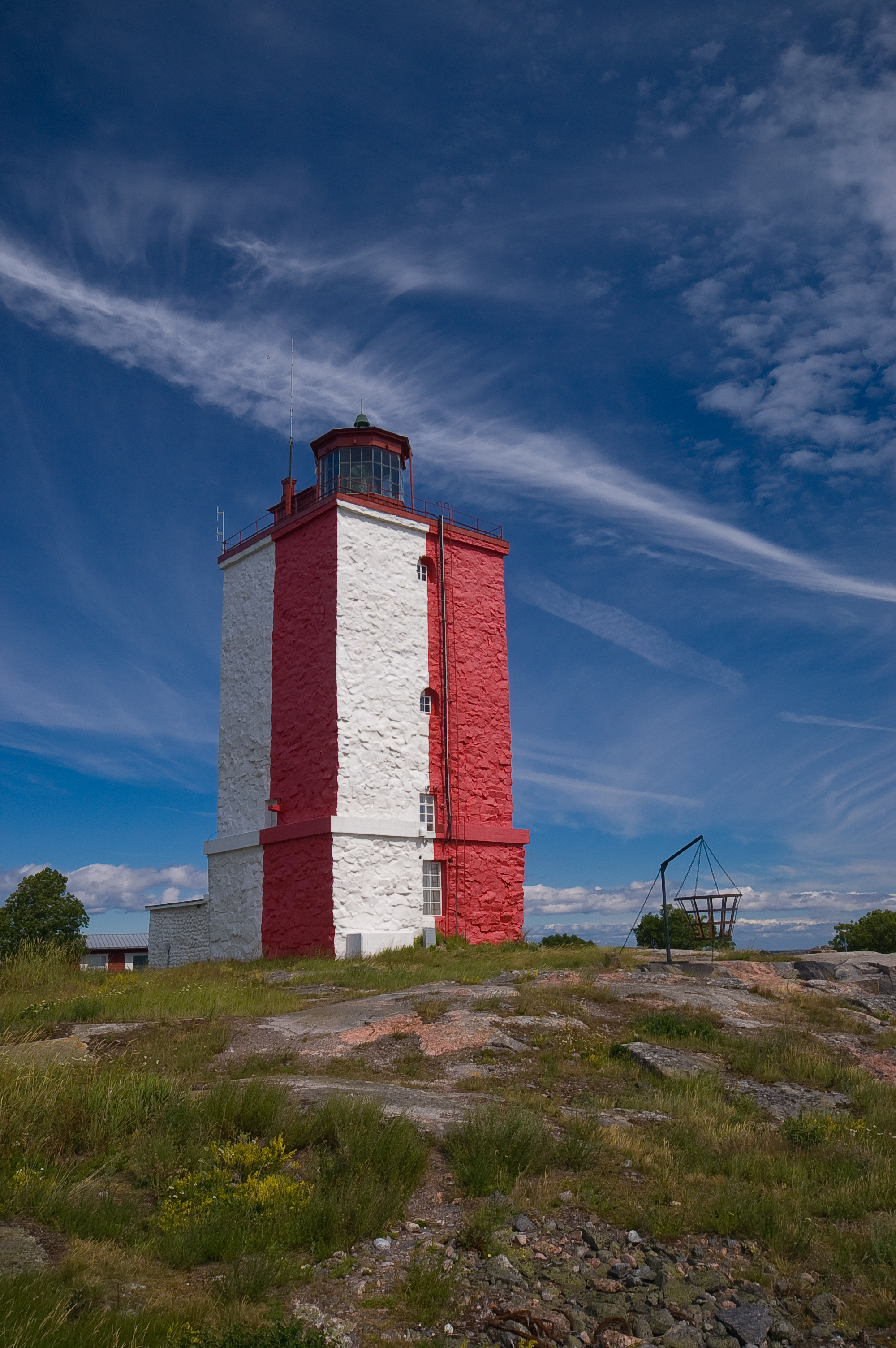
Latarnia morska Utö

Utö – niewielka wyspa na Morzu Archipelagowym należąca administracyjnie do gminy Pargas w południowej Finlandii. Jest najbardziej wysuniętą na południe zamieszkaną przez cały rok wyspą tego kraju. Stała populacja wynosi około 50 osób. Pierwsi osadnicy przybyli na wyspę w latach 40. XVIII wieku.
Na wyspie znajduje się latarnia morska, niewielka przystań, baza pilotów, sklep, urząd pocztowy oraz lokalna szkoła. Ze względu na swoje położenie wyspa była wykorzystywana do celów wojskowych, najpierw przez Rosję i ZSRR, którego wojska opuściły Utö w 1918, a następnie do 2005 roku przez wojsko fińskie.
W pobliżu Utö zatonął w 1994 prom MS Estonia. W pobliżu jego wraku leży też fiński pancernik Ilmarinen.